# Weltlängenbestimmung
Die Weltlängenbestimmung oder auch Internationale Längenbestimmung war ein Gemeinschaftsunternehmen der 1930er-Jahre, um ein interkontinental einheitliches System für die astronomische Länge zu definieren. Beteiligt waren etwa 50 große, astrometrisch gut ausgerüstete Sternwarten; als Nullmeridian wurde – wie seit längerem üblich – die astronomische Meridianebene von Greenwich vereinbart.
Messtechnisch wurde das Projekt großteils 1933 ausgeführt, wichtigstes Verfahren war die örtliche Zeitbestimmung durch Meridiandurchgänge von Fundamentalsternen und der gegenseitige simultane Zeitvergleich über Funkwellen. Die innere Genauigkeit der örtlichen Zeitbestimmungen lag bei einigen Millisekunden, der Längenunterschiede bei 0,01 Sekunden.
Zu den Stationen in Europa zählten u. a.
- Deutschland
  - Sternwarte Hamburg-Bergedorf
  - Landessternwarte Heidelberg-Königstuhl
  - Astrophysikalisches Institut Potsdam
- Österreich
  - Universitätssternwarte Wien
- Schweiz
  - Kantonale Sternwarte Neuchâtel
  - Eidgenössische Sternwarte
- Frankreich
  - Observatoire de Strasbourg
  - Pariser Observatorium
- Italien
  - Osservatorio Astronomico di Brera
  - Osservatorio Astronomico di Torino
- Spanien
  - Sternwarte Madrid
  - Observatorio de la Armada (San Fernando)
- Portugal
  - Sternwarte Lissabon
- Sowjetunion
  - Sternwarte Moskau
  - Pulkowo-Observatorium (Leningrad)
- Lettland
  - Observatorium der Universität Lettlands (Riga)
- ferner Brüssel, Bukarest (2), Charkow, Lüttich, Posen, Riga, Sofia und Warschau (2).

## Quelle
- Heidelberger Jahrbuch 1956